# Йоза Ирасек-Хитева
Йоза Ирасек или позната в България като Богдана Хитева, е чешка учителка и преводачка, живяла и творила в България.

## Биография
Родена е на 16 ноември 1844 г. в Кьонигрец, Австрийска империя. Завършва Висшето педагогическо училище в Прага и през 1866 г. се установява по българските земи. Учителства в Карлово и Калофер. В Карлово се омъжва за Иван Хитев и се преименува на Богдана. Преподава история, география, стопанство и български език. Учи момичетата на ръкоделие и домакинство. Председателства женски движения и е активна общественичка. Директорка е на училища в Пазарджик, Видин и Самоков. От 1887 г. до 1893 г. е управител на девическите пансиони във Велико Търново и Стара Загора, а след това, до 1895 г., управител на пансиона към Девическата гимназия в Пловдив.
По време на Априлското въстание изпраща материали за събитията в България на вестник „Напредък“, излизащ в Прага и разкрива турските безчинства по българските земи.
Превежда художествена литература, педагогически и публицистични материали от чешки и ги публикува в специализирани и периодични издания.
Умира на 11 август 1929 г. в София.